# Lá
Na música, o Lá, ou A (sistema de cifras), é uma nota musical que ressoa com frequência 440 Hz e, é também a sexta nota da escala diatônica de dó maior (escala padrão Dó M).  Na música ocidental, é utilizada como padrão de afinação dos instrumentos musicais.

## Nome
O nome original desta nota deriva do início do sexto verso do hino religioso Ut queant laxis, usado por Guido d'Arezzo para nomear todas as notas musicais:
Ut queant laxis
resonare fibris
mira gestorum
famuli tuorum
solve polluti
→labii reatum
Sante Iohannes. (Si)
Deste hino cantochão, composto pelo historiador lombardo Paulo Diácono (Século VIII), teria servido Guido D'Arezzo no Século XI, por volta de 1025, para nomear os sons da escala diatônica de Dó.
Antes da adoção do solfejo, as notas eram chamadas por letras. A nota lá corresponde à nota A. Em diversas línguas este nome ainda é usado e mesmo em português usa-se o nome A em cifras.

## Altura
No temperamento igual, a nota lá que fica logo acima da nota dó central do piano (A3), tem a freqüência aproximada de 440 Hz e, possui dois enarmônicos, sol dobrado sustenido (G♯♯) e si bemol (B♭). Essa nota é usada como referência de altura para todas as outras notas e por isso costuma-se fazer referência ao diapasão de lá sempre que se deseja indicar qual a freqüência das demais notas nas escalas pitagórica, igual e justa. 
| Escala baseada na nota Lá3, com a indicação de frequências, razões, cents e frequência de referência. |        |         |        |        |        |        |         |        |        |        |        |         |        |
| Escala Igual                                                                                          |        |         |        |        |        |        |         |        |        |        |        |         |        |
| | Lá 3   | Sib3    | Si3    | Dó4    | Dó# 4  | Ré 4   | Ré# 4   | Mi 4   | Fá4    | Fá# 4  | Sol 4  | Sol# 4  | Lá 4   |
| 1J | 2m     | 2M      | 3m     | 3M     | 4J     | 4aum   | 5J      | 6m     | 6M     | 7m     | 7M     | 8J      |        |
| Razão                                                                                                 | 0:212  | 1:212   | 2:212  | 3:212  | 4:212  | 5:212  | 6:212   | 7:212  | 8:212  | 9:212  | 10:212 | 10:212  | 12:212 |
| Frequência                                                                                            | 442    | 468,28  | 496,13 | 525,63 | 556,88 | 590    | 625,08  | 662,25 | 701,63 | 743,35 | 787,55 | 834,38  | 884    |
| Cents                                                                                                 | 0      | 100     | 200    | 300    | 400    | 500    | 600     | 700    | 800    | 900    | 1000   | 1100    | 1200   |
| Rerefência de afinação (Hz)                                                                           | 442    | 442     | 442    | 442    | 442    | 442    | 442     | 442    | 442    | 442    | 442    | 442     | 442    |
| Escala Pitagórica                                                                                     |        |         |        |        |        |        |         |        |        |        |        |         |        |
| | 1J     | 2m      | 2M     | 3m     | 3M     | 4J     | 4aum    | 5J     | 6m     | 6M     | 7m     | 7M      | 8J     |
| Razão                                                                                                 | 1      | 256:243 | 9:8    | 32:27  | 81:64  | 4:3    | 729:512 | 3:2    | 128:81 | 27:16  | 16:9   | 243:128 | 2      |
| Frequência                                                                                            | 442,00 | 465,65  | 497,25 | 523,85 | 559,41 | 589,33 | 629,33  | 663    | 698,47 | 745,88 | 785,78 | 839,11  | 884    |
| Cents                                                                                                 | 0      | 90      | 204    | 294    | 408    | 498    | 612     | 702    | 792    | 906    | 996    | 1110    | 1200   |
| Rerefência de afinação (Hz)                                                                           | 442    | 439,5   | 443    | 440,5  | 444    | 441,5  | 445     | 442,5  | 440    | 443,5  | 441    | 444,5   | 442    |
| Escala Justa                                                                                          |        |         |        |        |        |        |         |        |        |        |        |         |        |
| | 1J     | 2m      | 2M     | 3m     | 3M     | 4J     | 4aum    | 5J     | 6m     | 6M     | 7m     | 7M      | 8J     |
| Razão                                                                                                 | 1      | 16:15   | 9:8    | 6:5    | 5:4    | 4:3    | 45:32   | 3:2    | 8:5    | 5:3    | 9:5    | 15:8    | 2      |
| Frequência                                                                                            | 442    | 471,47  | 497,25 | 530,40 | 552,50 | 586,33 | 621,56  | 663    | 707,20 | 736,67 | 795,60 | 828,75  | 884    |
| Cents                                                                                                 | 0      | 112     | 204    | 316    | 386    | 498    | 590     | 702    | 814    | 884    | 1018   | 1088    | 1200   |
| Rerefência de afinação (Hz)                                                                           | 442    | 445     | 443 Hz | 446    | 438,5  | 441,5  | 439,5   | 442,5  | 445,5  | 438    | 446,5  | 439     | 442    |

O lá que fica logo acima do dó central do piano tem a freqüência de 440 Hz.  Esta altura já foi diferente e foram usadas freqüências de lá variando de 430 a 460 Hz. Até a metade do século XX cada país adotava uma freqüência de diapasão diferente, mas hoje em dia considera-se a afinação de 440 Hz como padrão, seguido por todos os países e fabricantes de instrumentos musicais. Tem dois enarmônicos, sol dobrado sustenido (G♯♯) e si dobrado bemol (B♭♭).